# Ma’or Buzaglo
Ma’or Bar Buzaglo (hebr. מאור בר בוזגלו, ur. 14 stycznia 1988) – izraelski piłkarz grający na pozycji ofensywnego pomocnika. Od 2011 roku jest zawodnikiem klubu Standard Liège.

## Kariera klubowa
Swoją karierę piłkarską Buzaglo rozpoczął w klubie Maccabi Tel Awiw. Następnie trenował także w juniorach takich klubów jak: Hapoel Tel Awiw, Beitar Jerozolima, Olympique Lyon i Maccabi Hajfa. W 2005 roku przebił się do pierwszego składu tego ostatniego. W sezonie 2005/2006 zadebiutował w jej barwach w pierwszej lidze izraelskiej. Wraz z Maccabi wywalczył w tamtym sezonie swój pierwszy w karierze tytuł mistrza Izraela, a także zdobył z tym klubem Toto Cup. W sezonie 2006/2007 został wypożyczony do Hapoelu Petach Tikwa, a w sezonie 2007/2008 – do Bene Sachnin.
W 2008 roku Buzaglo przeszedł do Maccabi Tel Awiw. Zadebiutował w nim 30 sierpnia 2008 w wygranym 2:1 domowym meczu z Bene Jehuda Tel Awiw. W 2009 roku zdobył z Maccabi Toto Cup. W Maccabi grał do końca sezonu 2010/2011.
19 sierpnia 2011 roku Buzaglo podpisał dwuletni kontrakt z belgijskim klubem Standard Liège. W pierwszej lidze belgijskiej Izraelczyk zadebiutował 28 sierpnia 2011 w zremisowanym 1:1 wyjazdowym meczu z Beerschotem AC.
W 2013 roku Buzaglo wrócił do Izraela i został zawodnikiem Hapoelu Beer Szewa.
| Sezon   | Klub                | Kraj   | Rozgrywki     | Mecze | Bramki |
| ------- | ------------------- | ------ | ------------- | ----- | ------ |
| 2005/06 | Maccabi Hajfa       | Izrael | Ligat ha’Al   | 2     | 0      |
| 2006/07 | Hapoel Petach Tikwa | Izrael | Ligat ha’Al   | 25    | 5      |
| 2007/08 | Bene Sachnin        | Izrael | Ligat ha’Al   | 33    | 9      |
| 2008/09 | Maccabi Tel Awiw    | Izrael | Ligat ha’Al   | 33    | 9      |
| 2009/10 | Maccabi Tel Awiw    | Izrael | Ligat ha’Al   | 17    | 4      |
| 2010/11 | Maccabi Tel Awiw    | Izrael | Ligat ha’Al   | 34    | 4      |
| 2011/12 | Standard Liège      | Belgia | Eerste klasse | 5     | 0      |
| 2012/13 | Standard Liège      | Belgia | Eerste klasse | 20    | 1      |
| 2013/14 | Hapoel Beer Szewa   | Izrael | Ligat ha’Al   |       |        |

## Kariera reprezentacyjna
W reprezentacji Izraela Buzaglo zadebiutował 17 listopada 2007 roku w wygranym 2:1 meczu eliminacji do Euro 2008 z Rosją. W swojej karierze grał też w eliminacjach do MŚ 2010, a obecnie rywalizuje o awans do Euro 2012.